# Lathys heterophthalma
Lathys heterophthalma är en spindelart som beskrevs av Kulczynski 1891. Lathys heterophthalma ingår i släktet Lathys och familjen kardarspindlar. Inga underarter finns listade i Catalogue of Life.